# New Noise
New Noise es el primer álbum recopilatorio del sello discográfico estadounidense Epitaph Records.
El álbum incluye 14 canciones de artistas que habían firmado con la discográfica o habían lanzado sus canciones a través de ella. Fue lanzado mundialmente el 15 de junio de 2010 a través de descarga digital. Las copias físicas del álbum solo estuvieron disponibles en el Warped Tour 2010.
El álbum incluye canciones de los grupos Veara, Sing it Loud, Set Your Goals, Our Last Night, Parkway Drive, Alkaline Trio, Frank Turner, New Found Glory, Street Dogs, Off With Their Heads, Heartsounds, Every Time I Die, Escape the Fate y un tema extra del grupo I Set My Friends On Fire.

## Canciones

### Edición estándar
Todas las canciones son de sus respectivos artistas. 

| n.º | Título                              | Artista              | Duración |
| --- | ----------------------------------- | -------------------- | -------- |
| 1.  | "My B-Side Life"                    | Veara                | 3:12     |
| 2.  | "Addicted to When You're Gone"      | Sing it Loud         | 3:12     |
| 3.  | "Across the Ocean"                  | Our Last Night       | 4:22     |
| 4.  | "Sleepwalker"                       | Parkway Drive        | 4:01     |
| 5.  | "Gaia Bleeds (Make Way For Man)"    | Set Your Goals       | 2:42     |
| 6.  | "The American Scream"               | Alkaline Trio        | 3:00     |
| 7.  | "Poetry of the Deed"                | Frank Turner         | 3:25     |
| 8.  | "Drive"                             | Off With Their Heads | 2:27     |
| 9.  | "Rattle and Roll"                   | Street Dogs          | 1:50     |
| 10. | "Truck Stop Blues"                  | New Found Glory      | 2:16     |
| 11. | "The Song Inside Me"                | Heartsounds          | 3:43     |
| 12. | "After One Quarter of a Revolution" | Every Time I Die     | 2:04     |
| 13. | "Bad Blood"                         | Escape the Fate      | 4:17     |

### Tema extra de la edición digital
Todas las canciones son de sus respectivos artistas. 

| n.º | Título                       | Artista                  | Duración |
| --- | ---------------------------- | ------------------------ | -------- |
| 14. | "Excite Dyke (Versión demo)" | I Set My Friends On Fire | 3:14     |